# NGC 3085
NGC 3085 ist eine linsenförmige Galaxie vom Hubble-Typ S0 im Sternbild Hydra südlich der Ekliptik. Sie ist schätzungsweise 170 Millionen Lichtjahre von der Milchstraße entfernt und hat einen Durchmesser von etwa 60.000 Lj. Die Galaxie ist Mitglied der Hickson Compact Group HCG 42.
Im selben Himmelsareal befinden sich u. a. die Galaxien NGC 3072, NGC 3091, NGC 3096.
Das Objekt wurde am 23. März 1835 von John Herschel entdeckt.